# Radio Humanité i Voix de la Paix

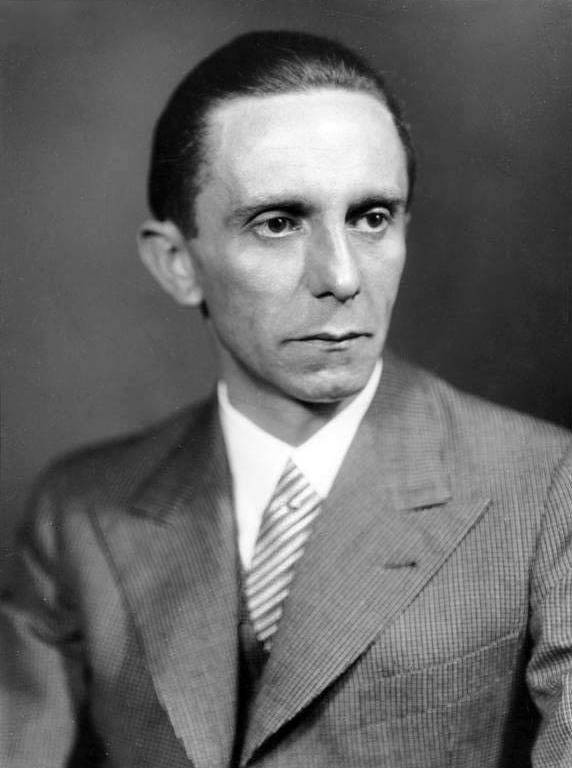
Minister propagandy i oświecenia publicznego Joseph Goebbels – twórca „czarnych” rozgłośni radiowych „Radio Humanité” i „Voix de la Paix”

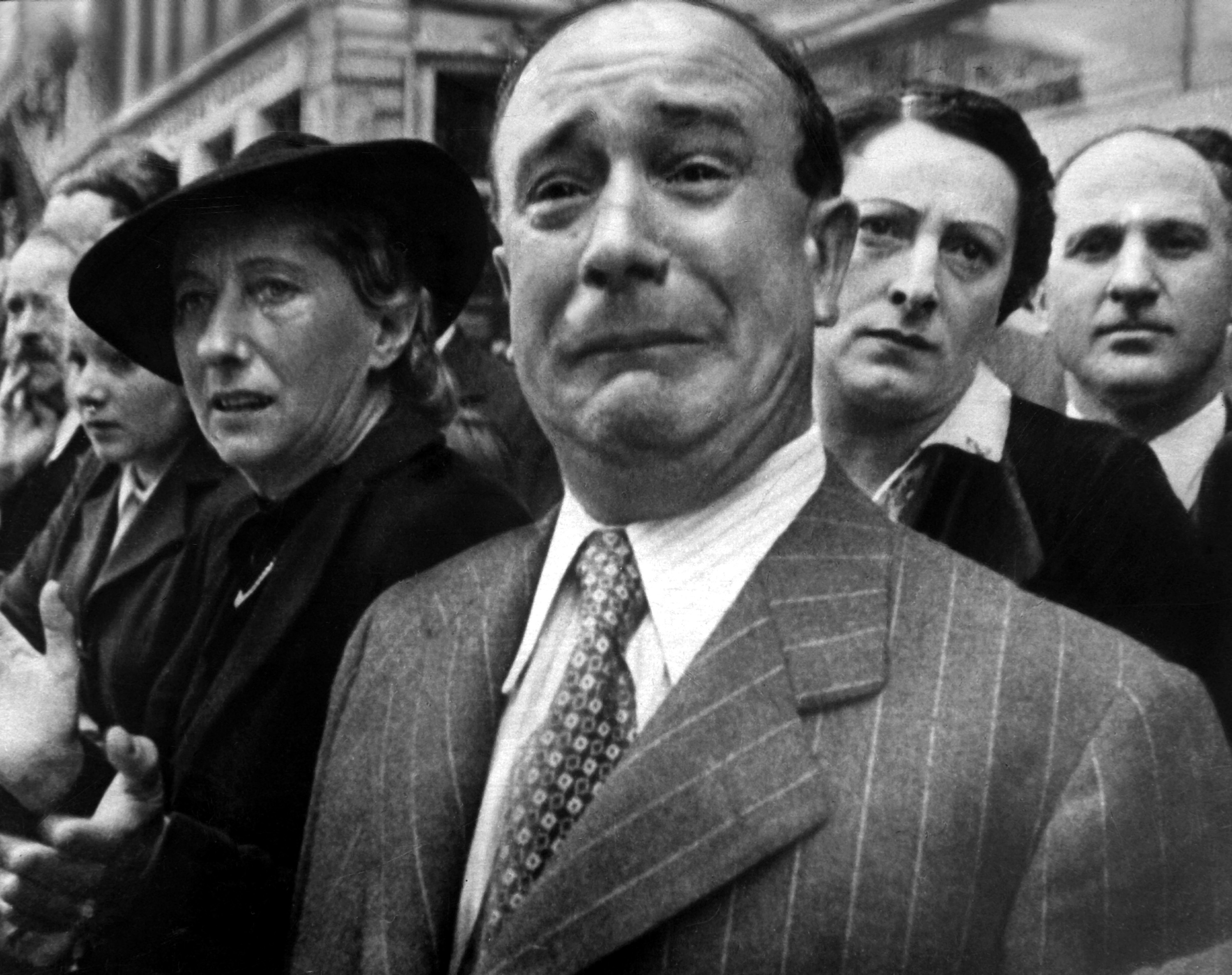
Złamanie morale Francuzów było jednym z celów tajnych niemieckich rozgłośni

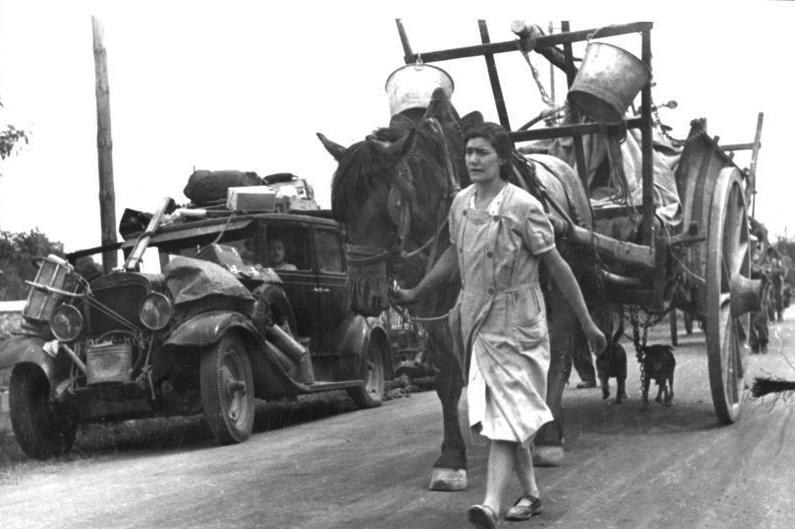
Ucieczka francuskich cywilów w 1940. Komunikaty tajnych rozgłośni wzywające francuskich cywilów do ucieczki miały spowodować chaos i dezorganizację na tyłach wojsk alianckich

Radio Humanité i Voix de la Paix – tajne niemieckie rozgłośnie radiowe utworzone pod koniec października 1939 na polecenie ministra propagandy i oświecenia publicznego Josepha Goebbelsa. Rozgłośnie podlegały centralnej placówce o nazwie „Biuro Concordia” z siedzibą w Berlinie, należącej do Towarzystwa Radiowego Rzeszy. „Radio Humanité” i „Voix de la Paix” które rozpoczęły nadawanie 16 grudnia 1939, były klasycznymi przykładami czarnej propagandy skierowanej do narodu francuskiego.

## Tło
1 września 1939 nazistowskie Niemcy dokonały agresji na Polskę. 3 września Wielka Brytania i Francja wypowiedziały wojnę Niemcom jednak nie przyszły Polsce z pomocą, ograniczając się tylko do lokalnych  działań na granicy z Niemcami – okres tych lokalnych utarczek przeszedł do historii jako dziwna wojna. W tej sytuacji Goebbels polecił utworzenie tajnych rozgłośni by za ich pośrednictwem prowadzić wojnę psychologiczną z Francją.

## Rozgłośnie
„Radio Humanité” prezentował się jako mobilny, komunistyczny nadajnik który wzywał swoich słuchaczy do uchylania się od służby wojskowej we Francuskich Siłach Zbrojnych, demonstracji w imię pokoju i apelował do towarzyszy partyjnych o działania na rzecz praw robotniczych kładąc szczególny nacisk na skrócenie czasu pracy i odmawiania wszelkiej pracy w nadgodzinach we francuskim przemyśle zbrojeniowym.
„Voix de la Paix” (pol. Głos Pokoju) z siedzibą „gdzieś we Francji” prezentował się jako rzecznik francuskich patriotów i pacyfistów. Za rozgłośnią kryła się jakoby duża, konspiracyjna organizacja obywatelska, która pragnęła pokoju i niepokoiła się o bezpieczeństwo i przyszłość Francji. W swoich audycjach rozgłośnia wyrażała obawy, że mankamenty francuskiego przemysłu zbrojeniowego i armii, doprowadzą niebawem do fatalnych skutków. Poprzez wzbudzanie strachu, szerzenie insynuacji i gróźb oraz przejaskrawianie faktów rozgłośnia miała paraliżować wolę oporu Francuzów.
Dodatkowo tajne niemieckie rozgłośnie przekazywały informacje o różnych wydarzeniach w Związku Radzieckim, wysławiały Józefa Stalina i Wszechzwiązkową Komunistyczną Partię (bolszewików) a także dla zachowania pozorów krytykowały Adolfa Hitlera i Josepha Goebbelsa.

## Nadawanie
„Radio Humanité” i „Voix de la Paix” nadawały swoje komunikaty pięć razy dziennie za pośrednictwem kilku niemieckich nadajników znajdujących się w Kolonii, Lipsku, Saarbrücken i Stuttgarcie. Nadawanie odbywało się nawet poprzez zajętą stację Warszawa I w Polsce. Jednym ze środków maskujących, mającym na celu ukrycie prawdziwych autorów komunikatów było czasowe wyłączanie obydwu rozgłośni, tłumacząc przerwy w programie groźbą wykrycia. Zastosowanie maskowania i skuteczna realizacja spowodowały, że sfingowane rozgłośnie działały bez przeszkód w czasie bitwy o Francję aż do rozejmu w Compiègne w czerwcu 1940, wzbudzając w trakcie działań wojennych nastroje paniki i strachu przed „piątą kolumną”. Przykładowy apel rozgłośni „Radio Humanité” do mieszkańców Paryża z 11 czerwca 1940: 

Robotnicy francuscy! Uciekajcie, uciekajcie! Kobiety z paryskiego ludu, uciekajcie, uciekajcie! To koniec reżimu, koniec kapitalistycznego Paryża, gdzie lud wzniecił tak wiele rewolucji i gdzie tak często przelewał swą krew! Uciekajcie, uciekajcie! Lotnictwo Hitlera obróci to miasto w popiół i gruz. Ten bandyta Reynaud chce, żeby go bronić, więc uciekajcie, uciekajcie! Bo wkrótce ogarną was nieszczęście i groza. Uciekajcie, uciekajcie! Kapitaliści szturmują pociągi, a wy, biedni i bez grosza, wy zostaniecie na peronach, bezsilni wobec brutalnej bezwzględności bogaczy. Bierzcie swoje dzieci i uciekajcie, bo Paryż jest stracony. Już wkrótce, jak Warszawa, będzie tylko stosem dymiących ruin. Uciekajcie, uciekajcie, uciekajcie na zachód, bo to jedyny kierunek, gdzie jeszcze jest dla was bezpiecznie. Nie uciekajcie na południe, bo od kiedy Włochy przystąpiły do wojny, ludzie z południa uciekają do centrum. Przed ucieczką postarajcie się o żywność, weźcie swoje najlepsze ubrania, zapakujcie w paczkę wszystko, co najcenniejsze, a całą resztę zostawcie! Uciekajcie, uciekajcie! Nie czekajcie na miejscu na śmierć. Gdy znajdziecie się na wsiach na zachodzie, będziecie uratowani.